# Kula (Hawaï)
Pour les articles homonymes, voir Kula.
Kula est une census-designated place (CDP) et un district situé sur l'île de Maui dans le comté de Maui, dans l'État d'Hawaï, aux États-Unis.